# استان اکواتوریا
استان اکواتوریا (به لاتین: Equatoria) یک منطقهٔ مسکونی در سودان جنوبی است. استان اکواتوریا ۱۹۵٬۸۴۷٫۶۷ کیلومتر مربع مساحت و ۳٬۳۹۹٬۴۰۰ نفر جمعیت دارد.